# Franz Weber (Politiker, 1816)
Franz Hyazinth Weber (* 15. Juni 1816 in Mainz; † 30. April 1896 in Darmstadt) war ein hessischer Kaufmann und Politiker (NLP) und Abgeordneter der 2. Kammer der Landstände des Großherzogtums Hessen.
Franz Weber war der Sohn des Generalstaatsprokurators Gottfried Weber (1779–1839) und dessen zweiter Ehefrau Auguste Elisabeth Katharina, geborene von Dusch (* 1787). Weber, der katholischen Glaubens war, heiratete am 24. November 1847 in Moskau in erster Ehe Maria Petrowna geborene Dreyer (1827–1750) und in zweiter Ehe am 14. Juni 1853 in Moskau Cäcilie geborene Offner (1834–1908). Seine Tochter aus erster Ehe Marie heiratete den Bankdirektor in Darmstadt Heinrich Bopp.
Weber war Generalagent des Aachener Bankhauses Charles James Cockerill in Moskau. 1858 kehrte er nach Darmstadt zurück und machte sich dort selbstständig (Weber und Lampe). 1865–1869 und 1872–1874 war er Präsident der Handelskammer Darmstadt.
Von 1874 bis 1875 gehörte er der Zweiten Kammer der Landstände an. Er wurde für den Wahlbezirk der Stadt Darmstadt gewählt. Er war auch Stadtverordneter in Darmstadt.